# 帕克韋 (加利福尼亞州)
帕克韋（英語：Parkway）是位於美國加利福尼亞州薩克拉門托縣的一個人口普查指定地區。

## 地理
帕克韋的座標為38°29′58″N 121°27′07″W / 38.49944°N 121.45194°W，而該地最高點為海拔高度6米（即20英尺）。

## 人口
根據2010年美國人口普查的數據，帕克韋的面積為6.263平方千米，均為陸地。當地共有人口14670人，而人口密度為每平方千米2,342人。